# 盧恩戈區
盧恩戈區是非洲中部國家烏干達的111個區之一，由中部區負責管轄，首府是盧恩戈，距離馬薩卡45公里，主要的經濟產業有畜牧業和自給農業，區內沒有醫院，2002年人口估計為242,300。
00°24′S 31°25′E / 0.400°S 31.417°E